# Charles-Joseph Christiani
Pour les articles homonymes, voir Christiani.
Charles-Joseph Christiani, né le 27 février 1772 à Strasbourg et mort le 6 avril 1840 à Montargis, dans le Loiret, est un général français de la Révolution et de l’Empire.

## Biographie
Engagé comme simple soldat dans les armées de la Révolution, il atteint les plus hauts grades à la au cours des guerres napoléoniennes. Il est nommé colonel le 5 juin 1809 et s'illustre particulièrement à la bataille de Wagram. Il est ensuite fait baron de l'Empire le 14 février 1810. Sa conduite durant la campagne de Russie lui vaut d'avoir son nom sur l'arc de triomphe. Il devient général de brigade le 30 août 1813.
En 1814, lors de la campagne de France, il commande une division de la Vieille Garde lors du combat du Gué-à-Trême (28 mars). Ce fait d'armes est cité par Napoléon dans ses lettres à l'impératrice. Christiani défend ensuite Montmartre lors de la bataille de Paris contre les troupes de la Sixième Coalition. 
Christiani combat à nouveau dans l'armée impériale en 1815, à la tête du 2e régiment de grenadier de la division Friant. Il participe à l'attaque de la Garde à Waterloo.
Après la chute de Napoléon, il parvient à poursuivre sa carrière sous la Restauration et la monarchie de Juillet.

## Famille
Il est l'époux d'Antoinette Pistorius, veuve Chevreau, dont il adopte le fils, ce qui fait de lui le grand-père par alliance du baron Fernand de Christiani.

## Hommages
- On trouve le nom de Christiani inscrit sur la 39e colonne (pilier Ouest) de l'arc de triomphe de l'Étoile.
- La rue Christiani, dans le 18e arrondissement de Paris, porte son nom.

## Décorations
- Légion d'honneur[2] :
  - Chevalier de la Légion d'honneur le 14 juin 1804,
  - Officier de la Légion d'honneur le 7 mai 1811,
  - Commandant de la Légion d'honneur le 17 mai 1813,
  - Grand officier de la Légion d'honneur le 14 juin 1831.
- Chevalier de Saint-Louis en 1814.

## Armoiries
| Figure | Blasonnement |
|        | Armes du baron Christiani et de l'Empire (décret du 3 décembre 1809, lettres patentes du 14 février 1810 (Paris)) D'or, à trois chevrons superposés d'azur; franc quartier des barons tirés de l'armée., Livrées : jaune, bleu et rouge. |